# Le Thoureil
Le Thoureil é uma ex-comuna francesa na região administrativa da Pays de la Loire, no departamento de Maine-et-Loire. Estendeu-se por uma área de 11,02 km². Em 2010 a comuna tinha 436 habitantes (densidade: 39,6 hab./km²).
Em 1 de janeiro de 2016 foi fundida com as comunas de Gennes, Chênehutte-Trèves-Cunault, Grézillé e Saint-Georges-des-Sept-Voies para a criação da nova comuna de Gennes-Val-de-Loire.